# Resultaatsverplichting
Een resultaatsverplichting is een contractuele verplichting om een bepaald resultaat te bereiken. Resultaatverplichtingen worden veelal gesteld in de handel in materiële producten en producenten.